# Saldanha-schedel

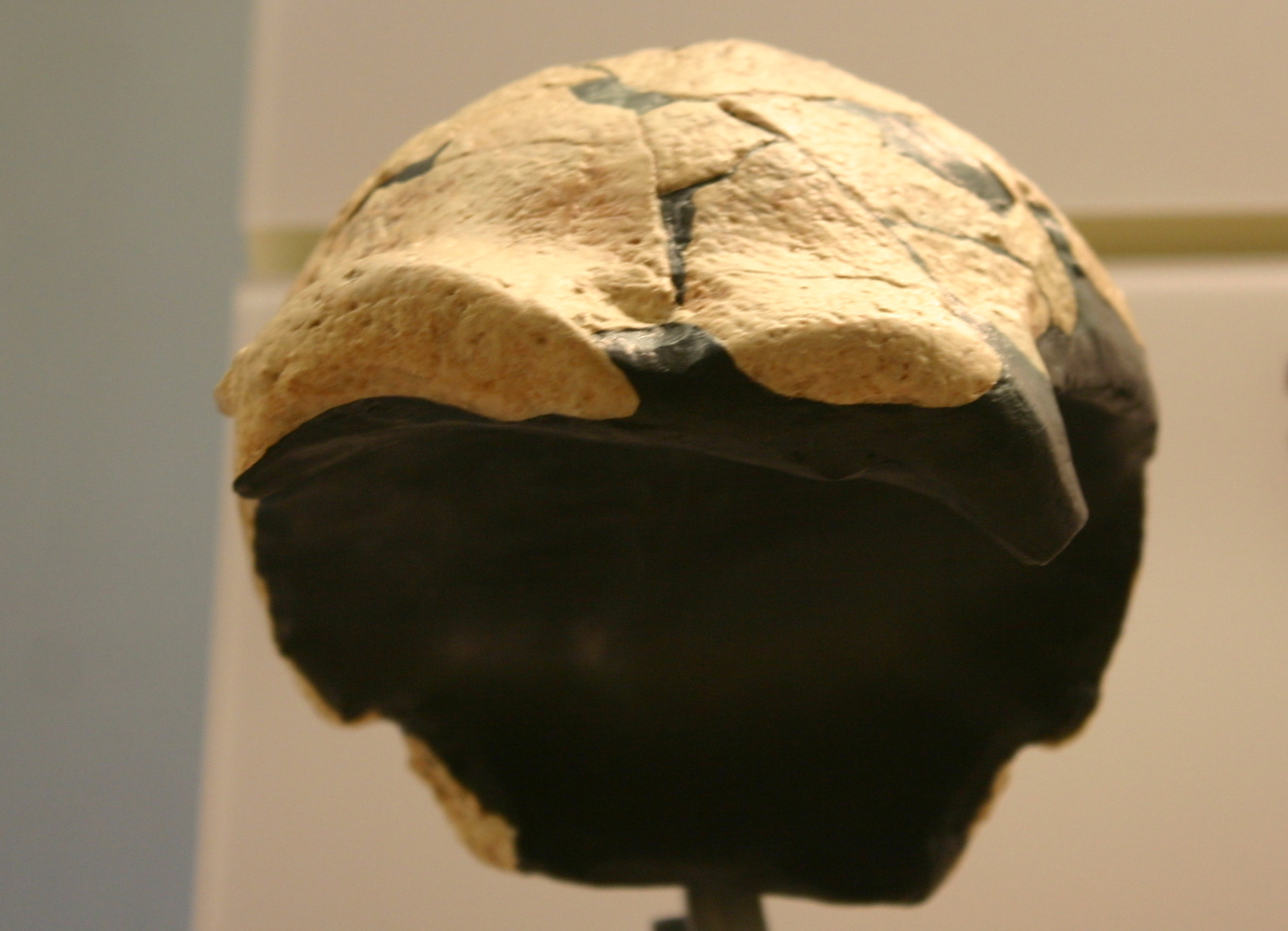
het schedeldak Saldanha-1

Saldanha-1 (ook: Hopefield-1) is de wetenschappelijke naam voor een fossiel schedeldak van een volwassen individu van het geslacht Homo, dat op 8 januari 1953 werd ontdekt in Hopefield, gemeente Saldanhabaai, Zuid-Afrika. Het fossiel wordt op basis van begeleidende vondsten gedateerd in het Midden-Pleistoceen. De eraan toegekende ouderdom bedraagt 500.000 tot 200.000 jaar. De vindplaats was een fossielenafzetting op de boerderij Elandsfontein waarnaar sinds 1951 onderzoek werd gedaan.

## Ontdekking
Saldanha-1 is een oppervlaktevondst. Tien over een gebied van ongeveer 1,5 m² verspreide maar gerelateerde fragmenten waren uit de zandgrond geërodeerd en werden opgepikt door Keith Jolly, destijds assistent van anatomieprofessor Matthew Robertson Drennan van de Universiteit van Kaapstad. Later vond Ronald Singer, destijds ook assistent van Drennan, nog meer fragmenten, waarvan sommige op grotere afstand. Door hun pasvorm konden ze echter wel aan het schedeldak worden toegewezen, zodat dit uiteindelijk uit 27 fragmenten werd gereconstrueerd. Vanwege deze ontdekkingssituatie is datering tot nu toe moeilijk en onnauwkeurig gebleken. Er werd echter aangenomen dat de vuistbijlen en talrijke andere stenen werktuigen die tegelijkertijd werden ontdekt, als aan dezelfde groep vondsten konden worden toegeschreven.

## Kenmerken
Het schedeldak werd voor het eerst wetenschappelijk beschreven in 1953 door Matthew R. Drennan, een wat gedetailleerdere beschrijving volgde in 1954. De schedelbotten waren erg dik (minstens 13 mm), zodat het hersenvolume ondanks de grootte van de schedel slechts 1200 tot 1250 cm³ bedroeg. Een ander opvallend kenmerk was dat de wenkbrauwbogen massiever en meer naar beneden gericht waren dan bij neanderthalers en het meest vergelijkbaar waren met de Kabwe-schedel (Homo rhodesiensis); In deze context merkte Ronald Singer in 1954 op dat Saldanha-1 het bewijs was dat Kabwe-1 "geen eenmalige abnormale of pathologische vorm van de primitieve mens" was. Singer vermoedde uiteindelijk dat de verschillen tussen de twee schedelvondsten te wijten waren aan de grote variatie tussen verwante individuen, en dat beide schedels geïnterpreteerd konden worden als een Afrikaanse variant van de neanderthaler die significant verschilde van de Europese variant. Drennan, aan de andere kant, stelde een afbakening voor van Saldanha-1 van Kabwe-1 en verwees in 1955 naar de schedel als Homo saldanensis. Al in 1957 werden beide interpretaties afgewezen omdat ze te ver gingen en werden beide vondsten dicht bij de archaïsche Homo sapiens geplaatst. 
Begin 1955 werd in het tijdschrift Nature de ontdekking aangekondigd van een fragment van een onderkaak, dat mogelijk toebehoorde aan dezelfde persoon als het schedeldak. 

## Classificatie
Tegenwoordig blijkt uit de stand van het onderzoek dat het schedeldak verschillende morfologische kenmerken deelt, niet alleen met de Kabwe-1-schedel, maar ook met de schedels Bodo-1 uit Ethiopië en Petralona-1 uit Griekenland, evenals met de Arago-fossielen uit Zuid-Frankrijk. Dienovereenkomstig plaatsten sommige paleoantropologen het bij Homo rhodesiensis, anderen bij Homo heidelbergensis en af en toe ook bij de archaïsche Homo sapiens. Alle drie de classificatie's gaan er echter van uit dat het schedeldak dicht bij de vroege Afrikaanse voorouders van de anatomisch moderne mens (Homo sapiens) staat.